# 腾机思
腾机思（？—1648年），漠南蒙古苏尼特部人，博尔济吉特氏，清代内扎萨克蒙古首任苏尼特扎萨克郡王。
最早从属于蒙古察哈尔部，但因林丹汗凶残无道，便随父投奔漠北外喀尔喀的车臣汗硕垒。1637年，开始与清朝互市，并派遣使者，进贡驼、马。1639年冬，带领家人及部众投奔清廷，次年，被封为额驸。1641年10月，被封为苏尼特左翼旗的首任扎萨克多罗郡王，世袭罔替。
顺治三年（1646年），与其弟腾机特带领部众起兵反清，并投奔喀尔喀车臣汗部。清廷派遣军队联合蒙古四子部追至今蒙古国境内与腾机思激战，结果腾机思大败。喀尔喀车臣汗部与土谢图汗部援军逃至色楞格河一带。1648年，腾机思接受招降，不久病故。爵位由其弟腾机特继承。